# Powiat lipowiecki
Powiat lub ujezd lipowiecki dawny powiat guberni kijowskiej. Stolicą był Lipowiec.

## Wzmianka z roku 1884
Powiat lipowiecki gub. kijowskiej, 1797 roku
utworzony, 1800 połączony z petyhorskim,
istniał do 1805 p. n. taraszczańskiego a od
1805 pod obecną nazwą.
Ma 2541 w. kw.
rozl. i około 150000 mieszkańców, wtem 17376 izr.
Dzieli się na 3 okręgi admin. (stany). Lińce i Monastyryszcze. R. 1847 posiadał 1 miasto, 15 miasteczek, 92 siół, 38 wsi, 6 futorów.
Parafia katol. Monastyryszcze zalicza się do
dek. humańskiego. R. 1880 powiat (bez m.
pow.) miał 19 fabryk (2995 robot., 3754269
rs. prod.).
Powierzchnia gruntu falowata,
gleba urodzajna. R. 1846 na 100 korcy wysiewu przypadało 25 k. żyta, 15 pszenicy, 30
owsa, 9 hreczki, 14 jęczmienia, 5 prosa, 2 grochu. Cukrowni w 1866 r. było 4. Marszałkami powiatu byli dotąd: Narcyz hr. Krasicki, Aleks. Kuszaiski, Jerzy Podoski, Marek Sarnecki, Wład. Rohoziński.

## Siedziby gmin
1. Andruszówka
2. Babin
3. Cybulów
4. Czerniawka(inne języki)
5. Wielka Rastówka(inne języki)
6. Daszów
7. Ilińce
8. Kalnyk
9. Kitajgród(inne języki)
10. Kniaża Krynica
11. Konelska Popówka(inne języki)
12. Lipowiec
13. Łukaszówka(inne języki)
14. Monasterzyska
15. Oratów
16. Oczeretnia(inne języki)
17. Podwysokie
18. Rososze(inne języki)
19. Sarny
20. Sitkowce
21. Terlica(inne języki)
22. Troszcza(inne języki)
23. Zozów(inne języki)
24. Żadany
25. Żorniszcze